# Félix Casanova de Ayala
Pour les articles homonymes, voir Casanova (homonymie) et Ayala.
Félix Casanova de Ayala, né en 1915 à San Sebastián de la Gomera et mort à Santa Cruz de Tenerife en 1990, est un poète, essayiste, critique littéraire et journaliste espagnol.

## Famille
Il est le père de Félix Francisco Casanova (1956-1976), surnommé Le Rimbaud espagnol.

## Biographie
Félix Casanova de Ayala commence son activité poétique en faisant partie de la "Segunda hora" du mouvement "postista". Plus tard, lié au groupe "Pájaro de paja" (en français : "Oiseau de paille"), il publie son premier livre El paisaje contiguo (en français : Le paysage attenant). Il fait partie du parti politique de gauche nationaliste Unión del Pueblo Canario.
Son fils, le poète Félix Francisco Casanova, meurt prématurément à l'âge de vingt ans en 1976. Il met en valeur son œuvre pendant la Transition démocratique.
Il est également l'auteur d'une collection de récits, La sirena y otras frustraciones (1989).
Il décède à Santa Cruz de Tenerife en 1990.

## Postérité
- Le Gouvernement des Canaries l'honore de la Médaille d'Or à titre posthume en 1997.
- Sa sépulture est située au cimetière de Santa Lastenia[3].

## Œuvre
- El paisaje contiguo (1952);
- La vieja casa (1953);
- Conquista del sosiego (1959);
- Otoño mío (1962);
- Oración para un nuevo día (1963);
- Elegía aullada (1964);
- Crucero de verano (1971);
- El visitante (1975);
- Resumen de una experiencia poética (1976);
- Cancionero del mitin (1977);
- Antología poética (1979);
- El collar de caracoles (1981), son œuvre la plus célèbre[4];
- La destiladera (1984);
- Los mejores poemas de ayer y hoy (1988);
- Poesía (1988);
- La sirena y otras frustraciones (1989).